# Червоточина (рассказ)
«Червоточина» ― рассказ русского советского писателя Михаила Александровича Шолохова, написанный в 1926 году.

## Публикации
Рассказ «Червоточина» был напечатан в журнале «Смена» в мае 1926 года, № 10. Входил рассказ в авторские сборники «Лазоревая степь» (1926) и «Лазоревая степь. Донские рассказы. 1923―1925» (1931).

## Критика
В одном из лучших шолоховких произведений «внимательно прослеживается весь процесс отчуждения, идущий в семье, где младший пошёл против веры отцов», исследуется то, что более всего поразило писателя в революционную эпоху: «феноменология рождающейся и катастрофически прогрессирующей неродственности в самом естественном средоточии родственности». Нарастающий конфликт «крепкого» хозяина Якова Алексеевича с младшим сыном «комсомолистом» Степаном завершается в рассказе трагически. Отец и старший брат Максим убивают Степана за потерянных в степи семейных быков.
В первых рецензиях на произведение отмечалось, что рассказ «производит очень сильное впечатление». Сюжетное мастерство и тонкий художественный такт подчёркивала в «Червоточине» Л. Мышковская. И. М. Машбиц-Веров, анализируя образ Якова Алексеевича, отмечал:
...непримиримая ненависть к Степану вырастает на крепкой «казацко-родовой» и хозяйственной основе. Раскрытие властям истинного размера посевов, скрытых отцом; Степан, как постоянно-угрожающее революционное начало, которое разрушает весь привычный уклад и всё годами налаженное хозяйство, ―  вот где истинная причина убийства, вот что превращает потенциальную энергию ненависти в энергию действенную, смертельную.

## Персонажи
- Аксинья ― жена Максима, встречает Якова Алексеевича и Максима после убийства Степана.
- Квартальный ― безымянный персонаж, зовёт Якова Алексеевич на собрание.
- Максим ― старший сын Якова Алексеевича, брат Стёпки, 29 лет, женат; настроен против Советской власти, вместе с отцом убивает Стёпку и Прохора Токина.
- Мать ― безымянная жена Якова Алексеевича, мать Максима и Стёпки.
- Статистик ― безымянный персонаж, приезжает в станицу записывать объёмы посевов.
- Стёпка ― главный герой рассказа, младший сын Якова Алексеевича, 20 лет, комсомолец, погибает от рук настроенных против Советской власти отца и брата.
- Прохор Токин ― бедняк, просит у Якова Алексеевича быков, чтобы перевести сено, в финале гибнет от рук Максима.
- Яков Алексеевич ― отец Максима и Стёпки, «старинной ковки человек: ширококостый, сутуловатый»; сначала числился кулаком, затем продал часть имущества и стал середняком; настроен против Советской власти, в финале вместе с Максимом убивает сына комсомольца Стёпку.

## Адаптации
Произведение экранизировано. По мотивам рассказов «Коловерть», «Продкомиссар» и «Червоточина» в 1970 году на студии «Мосфильм» был снят художественный фильм «В лазоревой степи». Режиссёры-постановщики: В. Я. Лонской, В. Г. Шамшурин, В. Кольцов, О. Бондарёв.